# Plebejus gracil
Plebejus gracil är en fjärilsart som beskrevs av Ramon Agenjo Cecilia 1965. Plebejus gracil ingår i släktet Plebejus och familjen juvelvingar. Inga underarter finns listade i Catalogue of Life.